# Résolution 294 du Conseil de sécurité des Nations unies
Membres permanents
- Chine
- États-Unis
- France
- Royaume-Uni
- URSS

Membres non permanents
- Argentine
- Burundi
- Belgique
- Italie
- Japon
- Nicaragua
- Pologne
- Sierra Leone
- Somalie
- Syrie

Résolution no 293 Résolution no 295
La résolution 294 du Conseil de sécurité des Nations unies est adoptée à 13 voix contre zéro lors de la 1 572e séance du Conseil de sécurité des Nations unies le 15 juillet 1971, troublé par les violations de longue date du territoire sénégalais par les Portugais et par la pose récente de mines à l'intérieur de cette nation qui abritait les guérillas indépendantistes du Parti africain pour l'indépendance de la Guinée et du Cap-Vert (PAIGC), pendant la guerre coloniale portugaise. Le Conseil a noté que le Portugal ne s'est pas conformé aux résolutions précédentes et a exigé qu'il cesse immédiatement tous les actes de violence et de destruction au Sénégal et qu'il respecte son intégrité territoriale. Le Conseil a inclus les condamnations habituelles et a demandé au Secrétaire général d'envoyer d'urgence une mission spéciale composée de membres du Conseil assistés de leurs experts militaires afin de mener une enquête sur les faits et de faire des recommandations.
La résolution a été adoptée par 13 voix contre zéro ; le Royaume-Uni et les États-Unis se sont abstenus.

### Sources
- (en) Cet article est partiellement ou en totalité issu de l’article de Wikipédia en anglais intitulé « United Nations Security Council Resolution 294 » (voir la liste des auteurs).

### Texte
- Résolution 294 sur fr.wikisource.org
- Résolution 294 sur en.wikisource.org